# Coenonympha wagneri
Coenonympha wagneri är en fjärilsart som beskrevs av Karl Schawerda 1917. Coenonympha wagneri ingår i släktet Coenonympha och familjen praktfjärilar. Inga underarter finns listade i Catalogue of Life.